# الرصیف، حماة
الرصیف (به عربی: الرصیف) یک روستا در سوریه است که در ناحیه قلعه المضیق واقع شده‌است. الرصیف ۱٬۶۸۹ نفر جمعیت دارد.